# Bertoldo da Baviera
Bertoldo (900 - 23 de novembro de 947), da dinastia dos Leopoldinos, foi o filho mais jovem do marquês Leopoldo de Baviera e de Cunegunda, irmã do duque de Suábia Erchanger. Recebeu direitos ducais sobre Caríntia em 927, a pedido do seu irmão Arnulfo o Mau, e em 938 sucedeu ao seu sobrinho Eberardo como duque de Baviera.

## Biografia
Sabe-se que foi conde da marca da Caríntia em 926, enquanto que o seu irmão Arnulfo o Mau era Duque da Baviera. Em 927 o rei germânico Henrique I confere-lhe direitos ducais sobre a Caríntia. Em 938 o filho e sucessor de Arnulfo, Eberardo tratou de conservar o autonomia do Ducado da Baviera, e com isso, foi destituído e exilado pelo rei Otão I, o Grande, que então nomeou Bertoldo em seu lugar.
Diferentemente do poderoso duque Arnulfo, Bertoldo não recebeu o direito de nomear bispos ou administrar bens reais, mas permaneceu leal à dinastia otoniana ao longo do seu reinado. Inclusive planejava casar-se com a irmã de Otão, Gerberga, viúva de Gilberto Duque de Lorena, e mais tarde com Hedwigis, outra irmã, mas estes planos fracassaram. Ao invés disso, casou-se com Biltruda, uma mulher da nobreza bávara, por volta de 939. Em 943 derrotou aos magiares e evitou os seus ataques por um tempo, assim como Arnulfo tinha feito
Com a adesão de Bertoldo ao trono de Baviera, este ducado e a marca da Caríntia ficaram novamente unidas. Não obstante depois da sua morte, em 947, o rei Otão I, o Grande não deixa o ducado e a marca ao filho de Bertoldo, Henrique conhecido como Henrique, o Jovem; dando ao seu próprio irmão Henrique I, que tinha se casado com a filha de Arnulfo o Mau, Judite. Em 976 Henrique, o Jovem recebeu o ducado da Caríntia, separado da Baviera, como compensação.
O duque Bertoldo está enterrado na abadia de Niederaltaich.